# Unholy (Kiss)
Unholy / God Gave Rock & Roll To You II is een nummer van de Amerikaanse hardrockband Kiss. Het is de eerste single van hun zestiende studioalbum Revenge uit 1992. De single werd op 4 mei van dat jaar uitgebracht.
Na een periode van wat minder ruige nummers, keert Kiss met "Unholy / God Gave Rock & Roll To You II" weer terug naar een ruiger geluid. Het is de eerste single sinds 1982 waarin Gene Simmons de zang weer op zich neemt. De single flopte in thuisland de Verenigde Staten en bereikte de Billboard Hot 100 niet. In het Verenigd Koninkrijk werd de 26e positie bereikt in de UK Singles Chart en in Noorwegen zelfs de 2e positie.
In Nederland werd de plaat regelmatig gedraaid op Radio 3 en werd een radiohit. De plaat bereikte de 26e positie in de Nederlandse Top 40 en de 28e positie in de Nationale Top 100.
In België werden zowel de Vlaamse Ultratop 50 als de Vlaamse Radio 2 Top 30 niet bereikt.